# Шполянский, Олег Вячеславович
Олег Вячеславович Шполянский (род. 1966) — российский мастер спорта международного класса (самолётный спорт), участник пилотажной группы «Первый полёт».

## Биография
Родился 5 марта 1966 года в городе Узловая Тульской области.
Окончил Тульский политехнический институт в 1989 году и Калужское авиационное летно-техническое училище в 1998 году.
В сборной команде России с 1993 года. Его тренерами были М. И. Кудряшов, Л. С. Леонова, Н. А. Никитюк (заслуженный тренер РФ) и В. В. Смолин (заслуженный тренер России). Выступает за авиационно-технический спортивный клуб "Прометей". Является президентом Региональной общественной организации "Федерация самолётного спорта Тульской области". Входит в состав судейских коллегий многих авиационных соревнований.

## Заслуги
- Абсолютный чемпион России (1991—1992), чемпион России (2002), призер чемпионатов России (2001, 2002).
- Победитель (1996 — на пилотажных планерах, 1999, 2002 — командный зачет) и бронзовый призёр (1999) чемпионатов Европы, победитель в командном зачёте (1996, 2001) и бронзовый призер (1996) чемпионатов мира, чемпион Всемирных воздушных игр в командном зачете (2001).
- Победитель Кубка им. В. П. Чкалова (1997).
- Награждён медалью ордена «За заслуги перед Отечеством» II степени (2002) и медалью имени трижды Героя Советского Союза А. И. Покрышкина (2011 год).